# Thomas Arslan

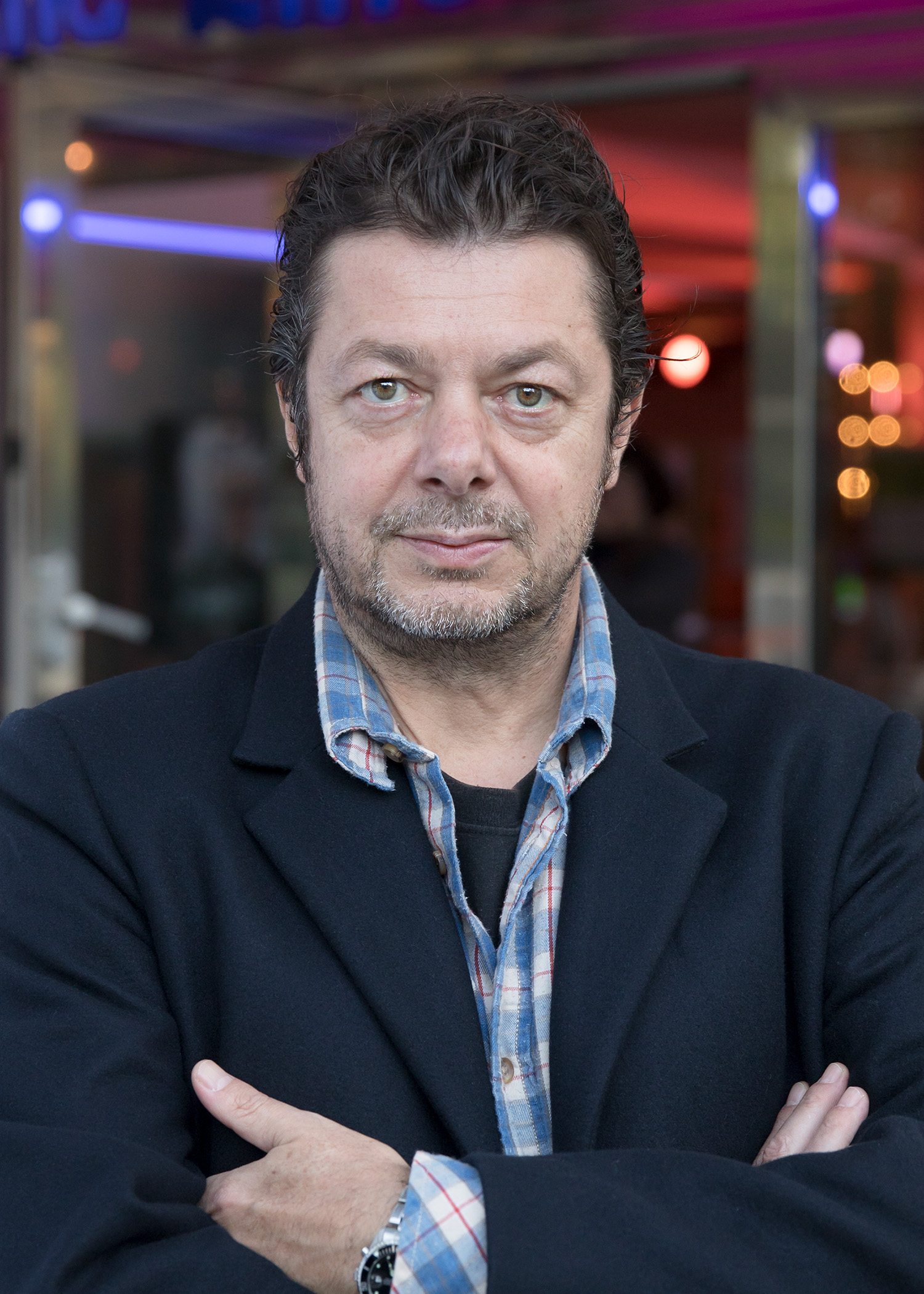
Thomas Arslan (Viennale 2017)

Thomas Arslan (* 16. Juli 1962 in Braunschweig) ist ein deutsch-türkischer Filmregisseur und Drehbuchautor. Er gilt als Vertreter der Berliner Schule.

## Leben
Der Sohn eines türkischen Vaters und einer deutschen Mutter wuchs in Essen auf und besuchte die Grundschule in Ankara, danach kehrte er nach Essen zurück. Nach dem Abitur leistete er seinen Zivildienst und studierte kurze Zeit Germanistik. Von 1986 bis 1992 studierte er Regie an der Deutschen Film- und Fernsehakademie Berlin. Nach einer Reihe von Kurzfilmen legte er 1994 mit der Fernsehproduktion Mach die Musik leiser seinen ersten Langfilm vor.
Bekannt geworden ist er durch seine Berlin-Trilogie über das Leben von Jugendlichen und jungen Erwachsenen türkischer Herkunft in Deutschland, zu der neben seinem Kinodebüt Geschwister – Kardeşler auch Dealer und Der schöne Tag gehören. In diesen Filmen, zu denen Arslan die Drehbücher schrieb und Regie führte, porträtiert er unterschiedliche Charaktere in ihrer Vielfältigkeit mit eindrucksvollen Bildern.
Seit 2007 ist er zudem auch als Dozent an der Universität der Künste in Berlin tätig.
Thomas Arslan erhielt mehrere Auszeichnungen für seine Arbeit: den Max-Ophüls-Preis (1997), den Preis der Internationalen Filmkritik der Berlinale 1999 (FIPRESCI-Preis, 1999) sowie den Preis der Ökumenischen Jury 1999. 2004 gehörte er zur Jury des Internationalen Forums des Jungen Films.
Mit dem Western  Gold war Arslan 2013 erstmals im Wettbewerb der Berlinale vertreten.

## Filme
- 1994: Mach die Musik leiser (Fernsehfilm: Das kleine Fernsehspiel)
- 1994: Deutschländer (Kamera)
- 1995: Mädchen am Ball (Kamera)
- 1997: Geschwister – Kardeşler (Drehbuch, Schnitt, Regie)
- 1998: Tigerstreifenbaby wartet auf Tarzan (Darsteller)
- 1999: Dealer (Drehbuch, Regie)
- 2001: Der schöne Tag (Drehbuch, Regie, Produzent)
- 2006: Aus der Ferne (Drehbuch, Produzent, Regie, Sprecher, Kamera)
- 2007: Ferien (Drehbuch, Regie, Produzent)
- 2010: Im Schatten (Drehbuch, Regie)
- 2013: Gold (Drehbuch, Regie)
- 2017: Helle Nächte (Drehbuch, Regie)
- 2024: Verbrannte Erde (Drehbuch, Regie)